# Horacio R. Dal Dosso
Horacio R. Dal Dosso (* 9. Februar 1960 in Buenos Aires) ist ein argentinischer Übersetzer und Dolmetscher. Neben der argentinischen besitzt Horacio R. Dal Dosso auch die italienische Staatsbürgerschaft.

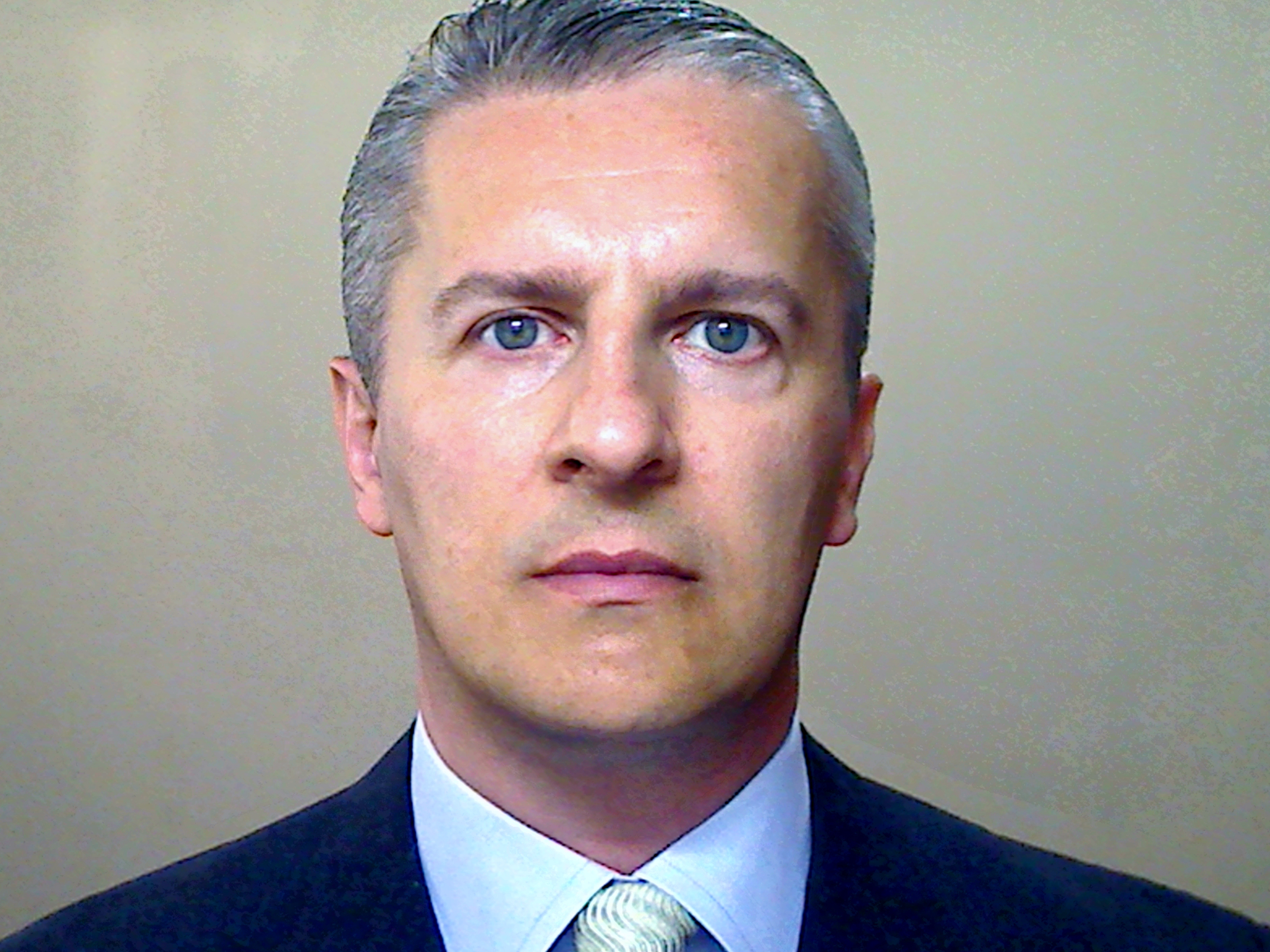
Horacio R. Dal Dosso

## Leben
Horacio R. Dal Dosso ist freiberuflicher Übersetzer und Dolmetscher in den Fachbereichen Wirtschaft, Biologie, allgemeines Recht, Informatik, Umwelt und Geographie in der Sprachenkombination Englisch–Spanisch. Zudem ist er Professor für Geographie und Biowissenschaften. Neben der Übersetzungsarbeit gibt Dal Dosso Seminare zur Translatologie für Übersetzer und Studierende der Translatologie. Neben Spanisch und Englisch beherrscht Horacio R. Dal Dosso ebenfalls die italienische, französische und portugiesische Sprache.

## Leistungen
- Professor für Geografie und Biowissenschaften (1987)
- Übersetzer Englisch–Spanisch (1993, Universidad Argentina de la Empresa UADE)
- Diplom in Simultandolmetschen (1993, CIT)
- Linguistischer Koordinator in Frankreich für ein Projekt mit über 4 000 000 Wörtern (2004)
- Doktorand für Übersetzen, Gesellschaft und Kommunikation (Universidad de Granada, Spanien)

Zudem ist Dal Dosso Autor von über 20 Seminaren für Übersetzer. Er hielt über 170 Vorträge bei über 20 Veranstaltungen, an denen über 5000 Personen aus verschiedenen Ländern teilnahmen: Argentinien, Brasilien, Kanada, Ecuador, Spanien, USA, Mexiko, Peru, Schweiz und Uruguay.

## Publikationen (Auswahl)
- La inclusión de las TIC en los programas universitarios de formación de traductores de la Argentina. Universidad de Granada, 2007.[1]
- Vortrag La Internacionalización de sitios web. IV Congreso Latinoamericano de Traducción e Interpretación, 2003.[2]
- Artikel Una formación de calidad para un desempeño de calidad. in CIUTI-Forum 2008 Enhancing Translation Quality: Ways, Means, Methods. Peter Lang Pub Inc Bern 2009. ISBN 303911736X.
- Artikel E-learning para aprender a traducir mejor. 2012.[3]
- Artikel El uso de las TIC en proyectos colaborativos de traducción. Revista Acercándonos al Teletrabajo N.º 41, Asociación Argentina de Teletrabajo, 2006.[4]
- Glossar Glosario para el ILEC (International Legal English Certificate). 2009.[5]
- Video De la universidad al mercado laboral 2006[6]